# تین سین
تین سین (به انگلیسی: Thein Sein) (زاده ۲۰ آوریل ۱۹۴۵) سیاستمدار برمه‌ای که در گذشته سابقه فعالیت نظامی هم داشته، و از مارس ۲۰۱۱ تا مارس ۲۰۱۶ رئیس جمهور بوده است. او قبلاً از سال ۲۰۰۷ تا ۲۰۱۰ نخست وزیر بوده‌است.